# Schloss Cronheim
Das Schloss Cronheim (früher Leonrod’sches Schloss genannt) ist ein Schlossbau in Cronheim, einem Ortsteil der Stadt Gunzenhausen im mittelfränkischen Landkreis Weißenburg-Gunzenhausen. Das Wasserschloss ist unter der Denkmalnummer D-5-77-136-149 als Baudenkmal in die Bayerische Denkmalliste eingetragen. Das Schloss, in Teilen erhaltene Vorgänger und das Gelände um das Schloss sind als Mittelalterlicher Wasserburgstall, frühneuzeitliches Wasserschloss Cronheim zusätzlich als Bodendenkmal unter der Nummer D-5-6929-0192 ausgewiesen.

## Lage
Der Schlossbau befindet sich im Ortskern von Cronheim nördlich der Dorfkirche St. Maria Magdalena und westlich des Allodiums Cronheim auf einer Höhe von 474 Metern über NHN. Die postalische Adresse lautet Cronheim 178.

## Architektur
Das heutige Schloss wurde 1564 auf einem mittelalterlichen Vorgängerbau zunächst als Zweiflügelanlage in Form einer Wasserburg angelegt. Es war durch zwei Vorburgen und einen Stauweiher gesichert. Um 1597 erfolgte der Ausbau zu einer Vierflügelanlage, die an den Außenecken in Richtung Westen durch Rundtürme, in Richtung Osten von oktogonalen Ecktürmen flankiert war. Im Atrium verband ein ebenfalls oktogonaler Treppenturm die Geschosse. Das Schloss ist exakt nach Nord-Süd/Ost-West ausgerichtet und folgt nicht den durch den Straßenverlauf vorgegebenen Achsen.

## Erhaltungszustand

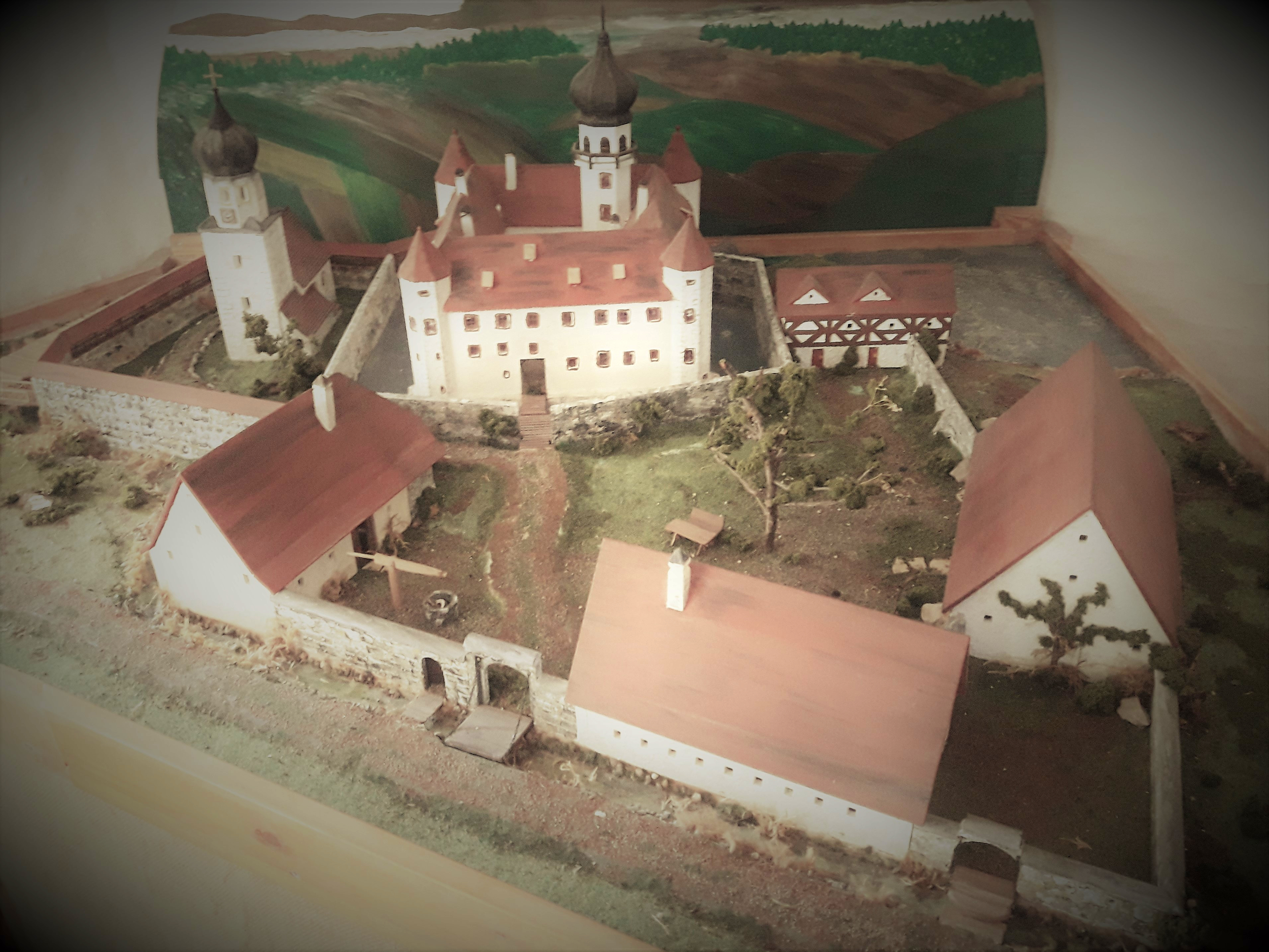
Modell des Schlosses

Noch erhalten sind der zweigeschossige Hauptflügel im Osten und anschließende Teile des Süd- und des Nordflügels sowie zwei oktogonale Ecktürme, von denen der Südturm, auch Hungerturm genannt, um 1400 gebaut wurde, zusammen mit der noch vorhandenen Toranlage. Der Turm im Norden wurde beim Ausbau der Burg zur Vierflügelanlage im 16. Jahrhundert errichtet. Gegen Süden ist unter Einbezug von Teilen des mittelalterlichen Wohnturms (12./13. Jahrhundert), des Vorgängerbaus, etwa die Hälfte erhalten. Darin befindet sich heute das Museum Mikrokosmos Cronheim, ein Dorf – drei Religionen. Vom Nordflügel steht etwa noch ein Drittel. An der Innenseite wurde der hölzerne Verbindungsgang aufwendig restauriert. Der im 16. Jahrhundert errichtete Treppenturm und der gesamte Westflügel wurden zum Teil im 19. Jahrhundert wegen Baufälligkeit abgetragen. Heute befinden sich dort moderne Gebäude, die von der AWO als Therapiezentrum genutzt werden. Teilweise erhalten sind auch die mittelalterlichen Vorburgen, die ehemalige Wehrkirche St. Maria Magdalena und Teile des hochmittelalterlichen Allodiums sowie Teile der inneren und der äußeren Ringmauer des Schlosses im Süden und Osten. Diese wurden in ihrer ursprünglichen Höhe stark gekürzt, enthalten jedoch noch teilweise die ursprüngliche aufwändige Sandsteinmauerbekrönung.

## Geschichte
Im Mittelalter war Cronheim ein freies, reichsunmittelbares Rittergut. Ein befestigtes Allodium, zu dem das erste Herrenhaus gehörte, wurde mit königlicher Genehmigung um 1140 einige Meter östlich des heutigen Schlosses errichtet. Teile dieses Gebäudes sind heute noch in Haus Nr. 180 erhalten. Eine erste, bescheidene Wasserburg wurde wohl bereits gegen Ende des 12. oder Anfang des 13. Jahrhunderts errichtet. Mitte des 14. Jahrhunderts wurde die Anlage stark ausgebaut. Dazu gehörte die Errichtung einer Vorburg Richtung Osten unter Einbeziehung des bereits befestigten Allodiums. 1403 wurde das Schloss durch den Nürnberger Burggraf Johann III mit Umgehung der Vorburg zerstört.
Durch Heirat kam das Rittergut Cronheim an die Herren von Leonrod, die 1564 mit dem Bau der heutigen Wasserburg, zunächst als Zweiflügelanlage, begannen. Durch Erbschaft kam 1580 das Rittergut Cronheim an Sebastian Neustädter genannt Stürmer, bevor dieser es 1595 oder 1597 für 47.000 Gulden seinem Schwager Friedrich von Eyb zu Eybburg verkaufte. Friedrich baute das Schloss als Vierflügelanlage aus, verschuldete sich beim Ausbau jedoch so sehr, dass er 1604 gezwungen war, das Schloss seinem Schwager Geyer von Giebelstadt zu Goldbach zu verpfänden. Der Eichstätter Fürstbischof Johann Christoph von Westerstetten erwarb das Schloss 1630. Der Kauf war jedoch unrechtmäßig, wodurch nach Ende des Dreißigjährigen Krieges das Rittergut an die Vorbesitzer Fuchs von Bimbach zurückfiel, die es zur Begleichung von Schulden an Graf Johann Heinrich Notthafft verkauften. 1661 bot Johann Heinrich Notthafft 1661 seine Cronheimer Güter dem Deutschen Orden zum Kauf an. Der Verkauf verzögerte sich jedoch, so dass der Eichstätter Bischof Marquard schließlich von seinem Lösungsrecht Gebrauch machen konnte und an dessen Stelle in den Kaufvertrag einstieg. So kam Cronheim am 2. August 1661 wieder zum Bistum Eichstätt. Der eigentliche Kaufvertrag wurde wegen strittiger Punkte jedoch erst knapp zehn Jahre später, am 10. Januar 1671, unterschrieben. 1668 wurde das Schloss dem Pflegeamt Arberg unterstellt und ein Vogt übernahm die Verwaltung des Schlosses. Die Markgrafen von Brandenburg-Ansbach versuchten mehrfach die Herrschaft über Cronheim zu erlangen. 1707 wurde das Schloss von Musketieren des Markgrafen gestürmt und teilweise verwüstet. 1796 annektierte das Königreich Preußen das eichstättische Amt Cronheim, bevor 1802 die Rittergüter Cronheim und Eybburg vom preußischen König an den bayerischen Kurfürsten Max Josef übergeben wurden. Dieser schenkte das Rittergut Cronheim seinem Minister Maximilian von Montgelas, der es bereits ein Jahr später an den preußischen König weiterverkaufte. Ab 1804 war das Schloss unbewohnt und litt während der Napoleonischen Kriege stark unter Truppeneinquartierungen. Danach erwarben diverse Privateigentümer das mittlerweile baufällig gewordene Schloss. Zwischen 1840 und 1848 musste der im 16. Jahrhundert errichtete und zwischenzeitlich in Schieflage geratene Treppenturm zusammen mit dem Westflügel und Teilen des Nord- und Südflügels wegen Einsturzgefahr abgerissen werden. 1999 wurden die übrigen Teile des Schlosses unter großem Aufwand restauriert. Heute ist im Schloss neben einem öffentlich zugänglichen Museum auch ein Schlossladen untergebracht. Die AWO unterhält in anderen Gebäudeteilen ein Therapiezentrum.

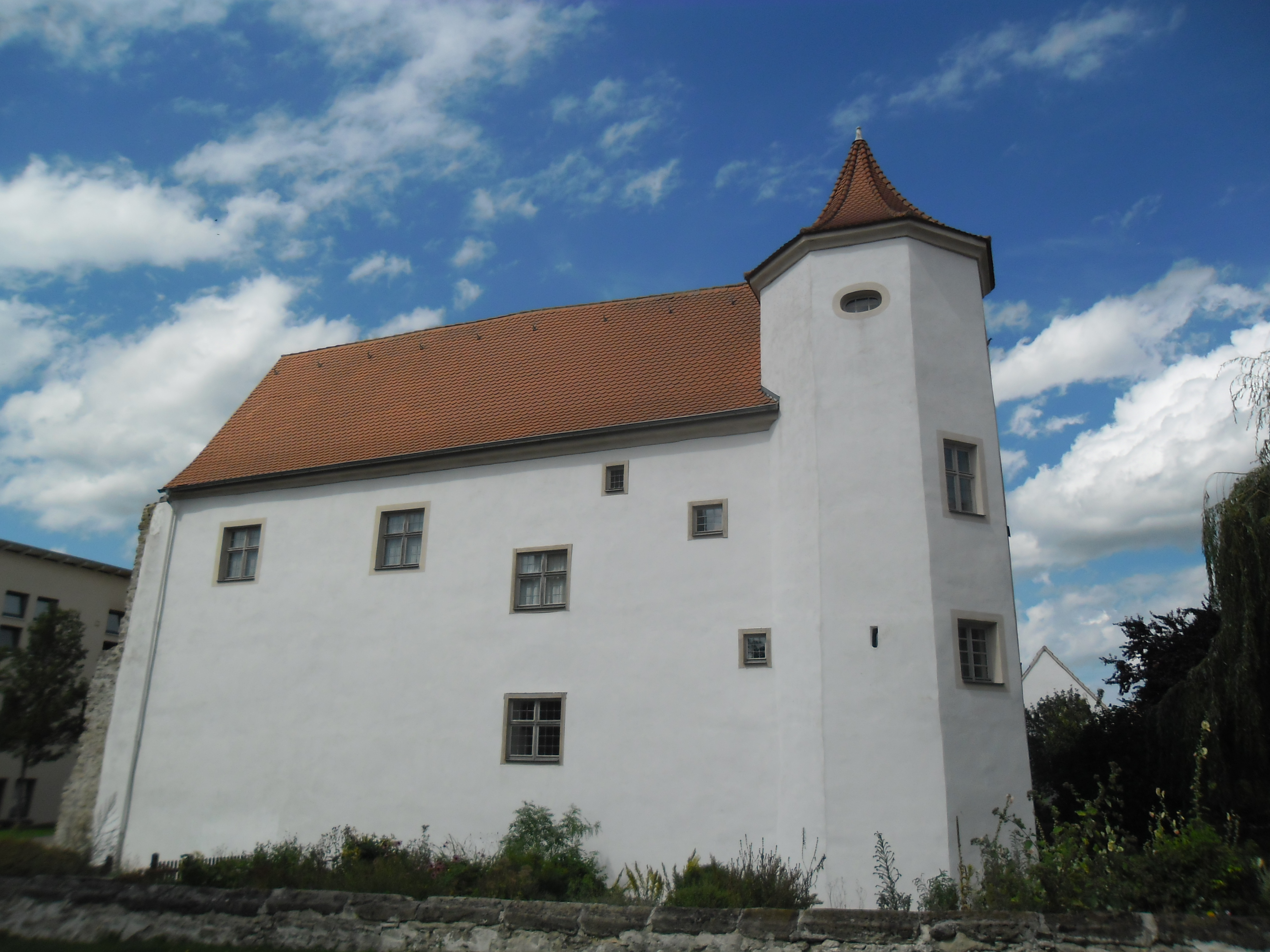
Reste des südlichen Nebenflügels
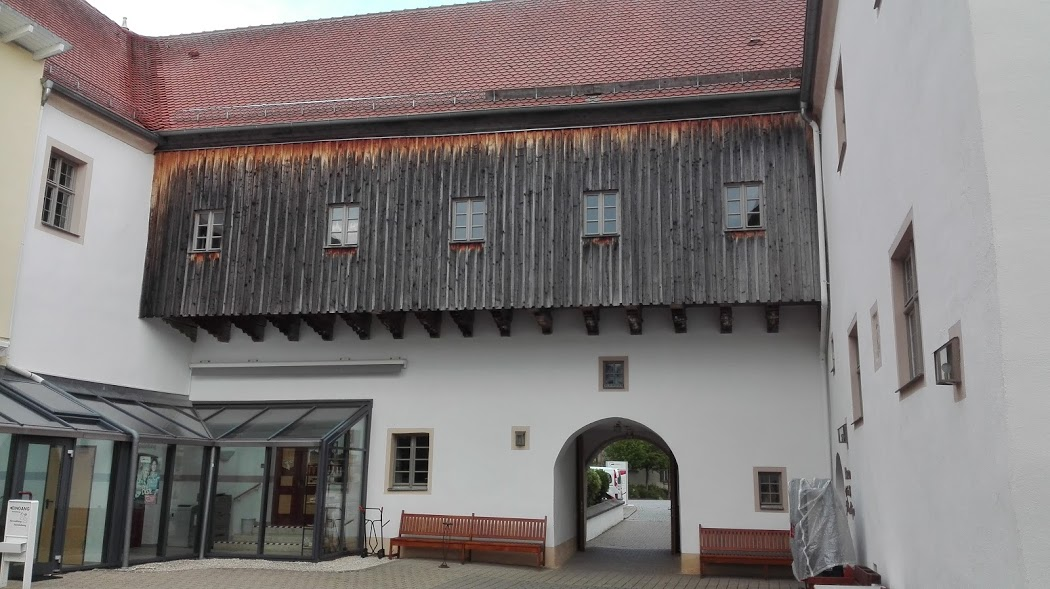
Innenhof
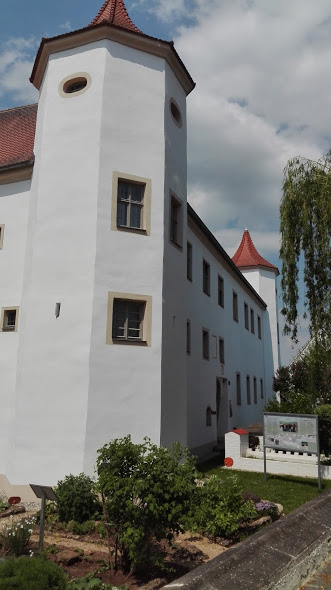
„Hungerturm“ mit Teilen der ehemaligen Ringmauer (Osten)
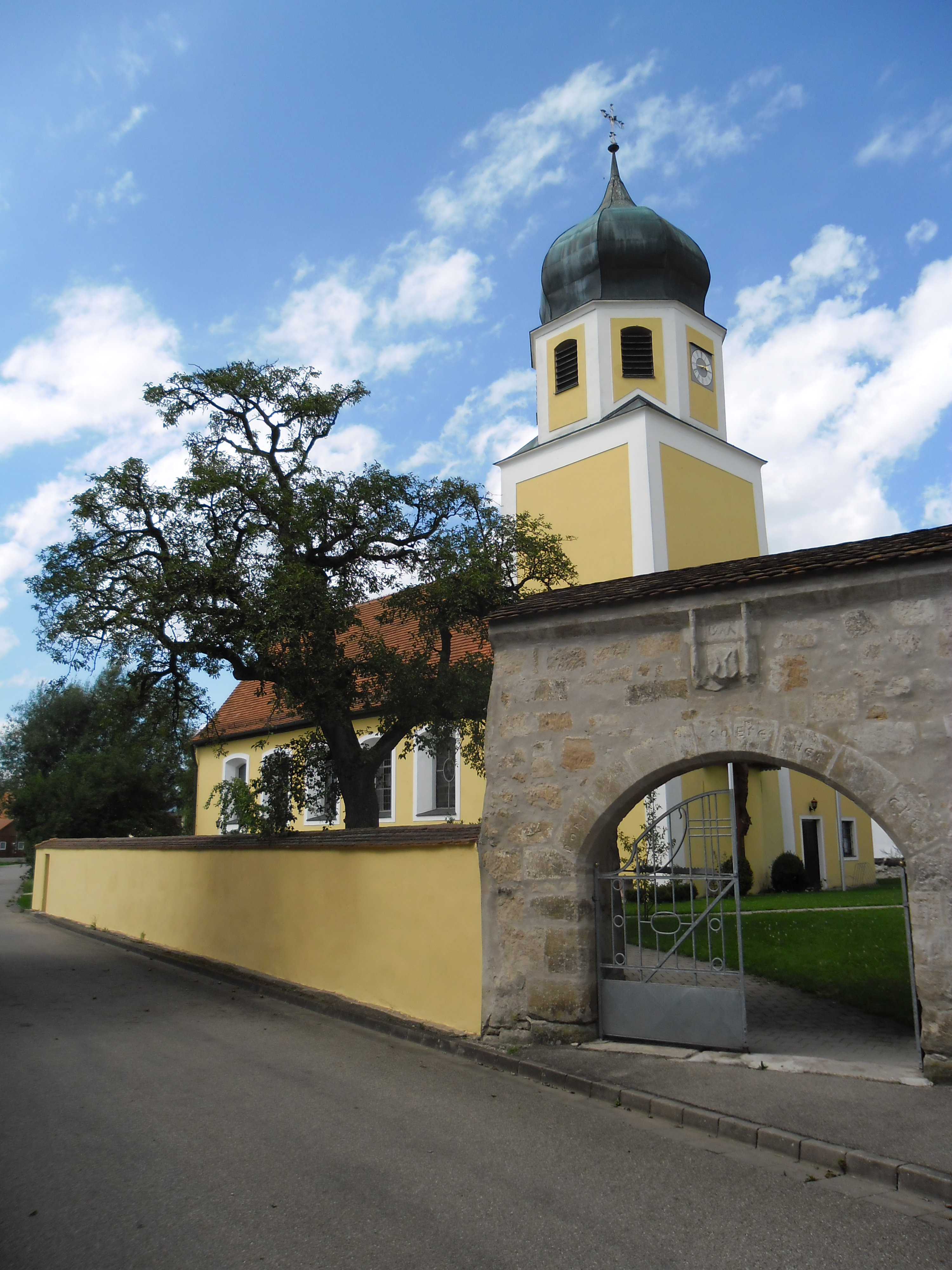
Ehemalige Wehrkirche St. Maria Magdalena mit Ringmauer und Tor
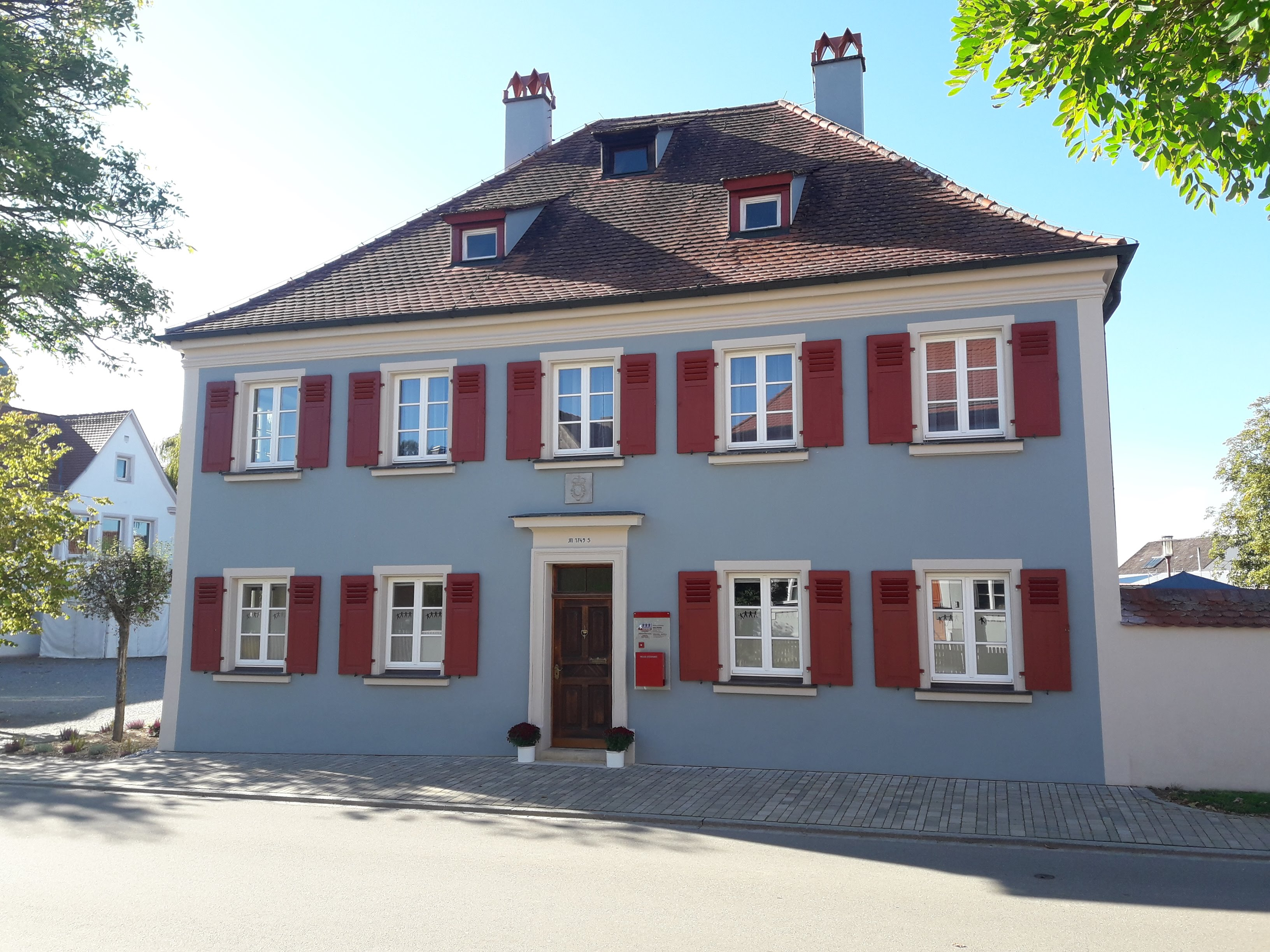
ehemaliges Allodium (Vorburg) des Schlosses, 1749 zum Pfarrhof umgebaut
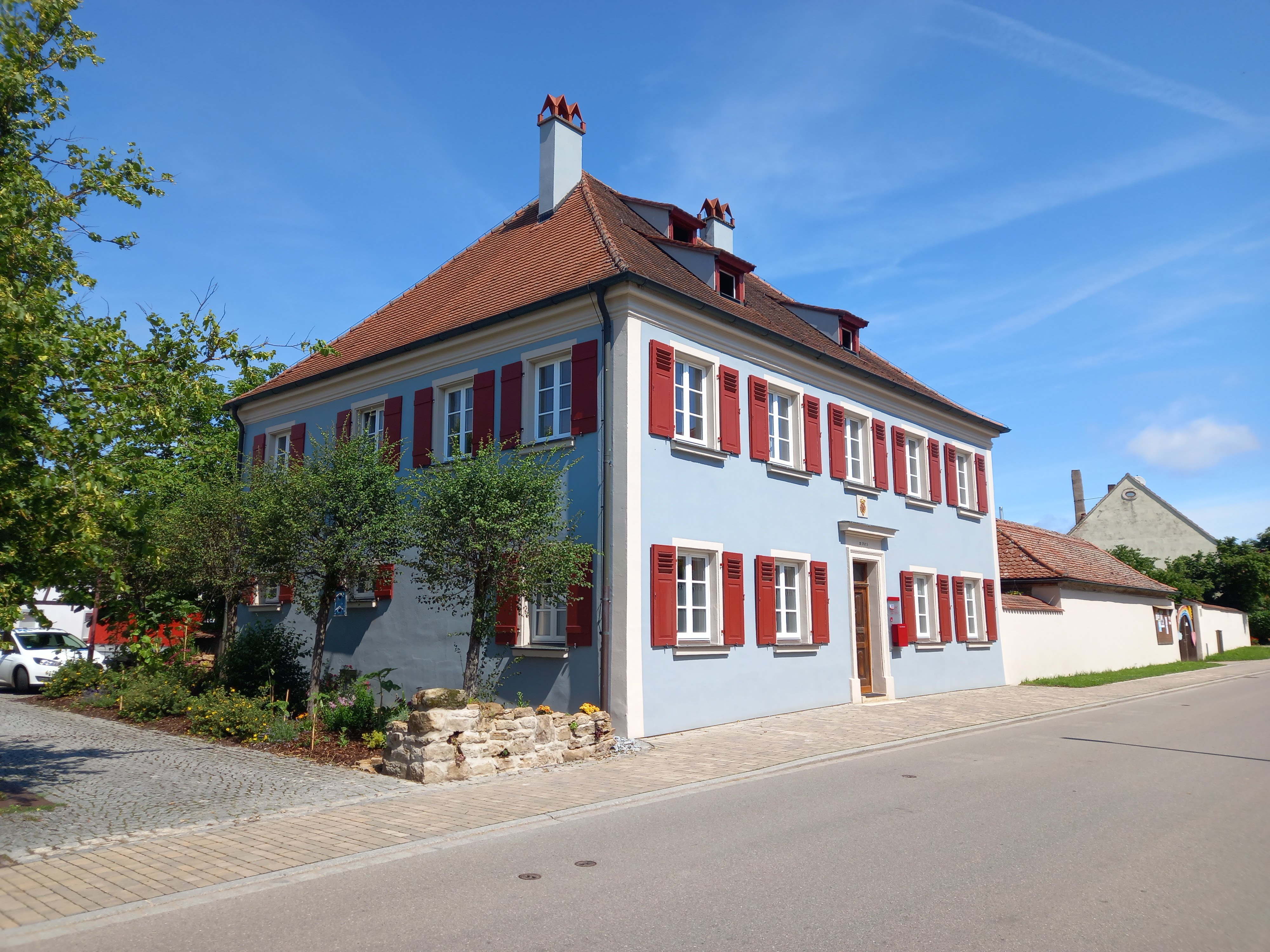
Teile der östlichen Vorburg mit nördlichem Osttor und Ringmauer
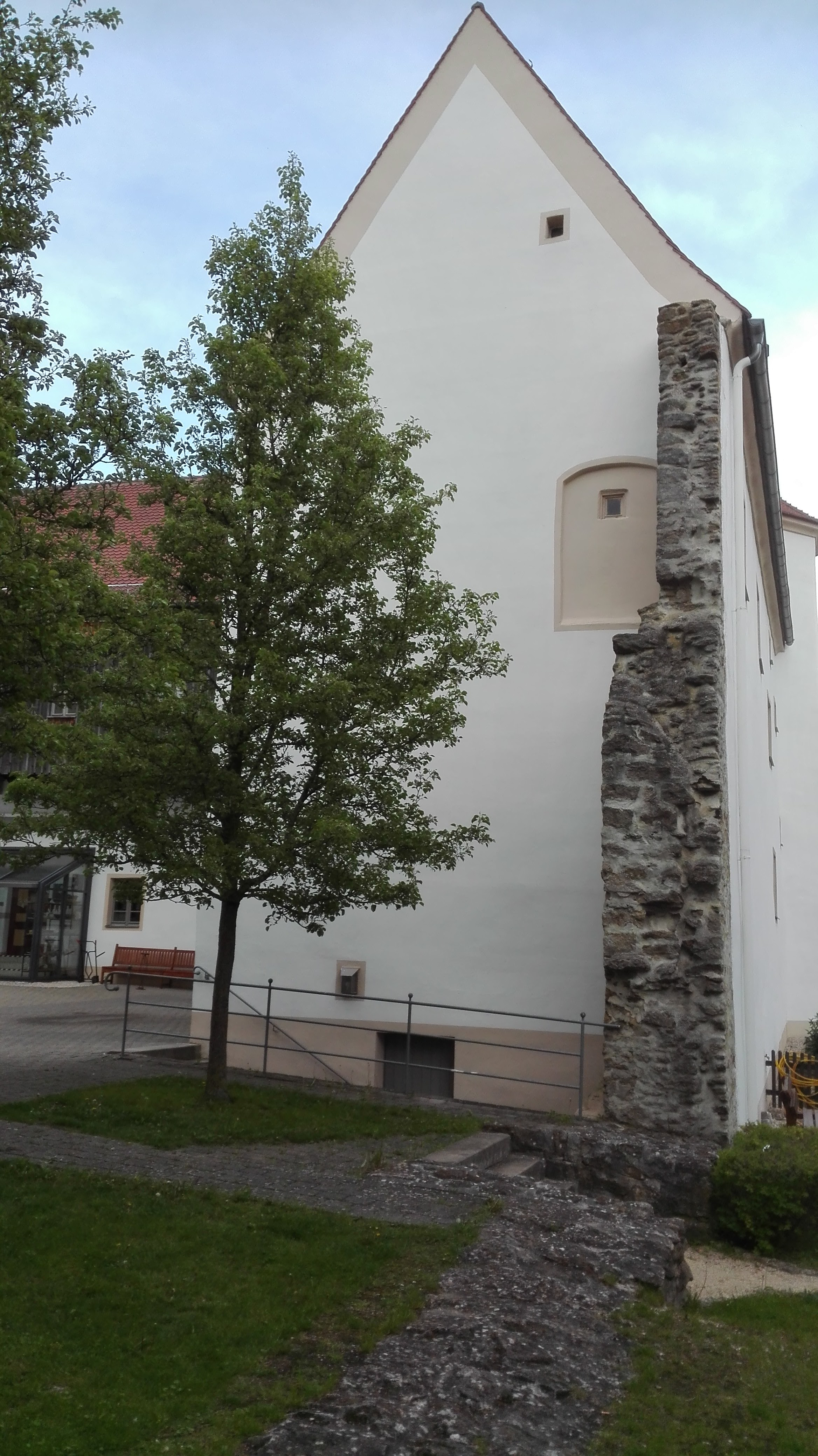
Südflügel des Schlosses